# Bruno Mauder
Bruno Mauder (* 28. April 1877 in München; † 31. Juli 1948 in Zwiesel) war ein deutscher Kunstgewerbler und Glaskünstler.

## Leben
Bruno Mauder war ein Sohn von Bruno Mauder, Oberpfleger der bayerischen Könige Ludwig II. und Otto. Sein Bruder war der Illustrator und Karikaturist Josef Mauder. Nach dem Besuch der Volksschule ließ er sich zum Porzellanmaler ausbilden. 1899 bis 1901 studierte er an der Kunstgewerbeschule in München und arbeitete anschließend in München und Stuttgart als selbständiger Kunsthandwerker.
1909 wurde er zum Direktor der 1904 gegründeten Fachschule für Glasindustrie und Holzschnitzerei in Zwiesel berufen. Diese prägte er in den folgenden vier Jahrzehnten entscheidend. Zudem entwickelte er sich zu einer führenden Kreativkraft des Hohlglasdesigns, indem er die Anregungen des Bauhauses mit dem überlieferten Formengut der Glashütten verband. Der überwiegende Teil der Entwürfe zu den Gläsern, die an seiner Schule zur Ausführung kamen, wurde von ihm geschaffen. Dabei arbeitete er mit den Glashütten der Region und besonders der Glashütte in Theresienthal zusammen. 1916 wurde er zum Professor ernannt.
Viele von Mauders Glasschöpfungen befinden sich in europäischen Museen, insbesondere in München und im Schloss Moritzburg bei Halle. Von Mauder stammen insgesamt 38 Fachaufsätze und Buchbeiträge. Er starb 1948 an den Folgen einer Fischvergiftung. Sein Sohn war der Glasfachschullehrer und Maler Walter Mauder aus Zwiesel.